# Saint-Florent (Loiret)
Saint-Florent is een gemeente in het Franse departement Loiret (regio Centre-Val de Loire). De plaats maakt deel uit van het arrondissement Orléans. Saint-Florent telde op 1 januari 2022 445 inwoners.

## Geografie
De oppervlakte van Saint-Florent bedroeg op 1 januari 2022 37,78 vierkante kilometer; de bevolkingsdichtheid was toen 11,8 inwoners per km².

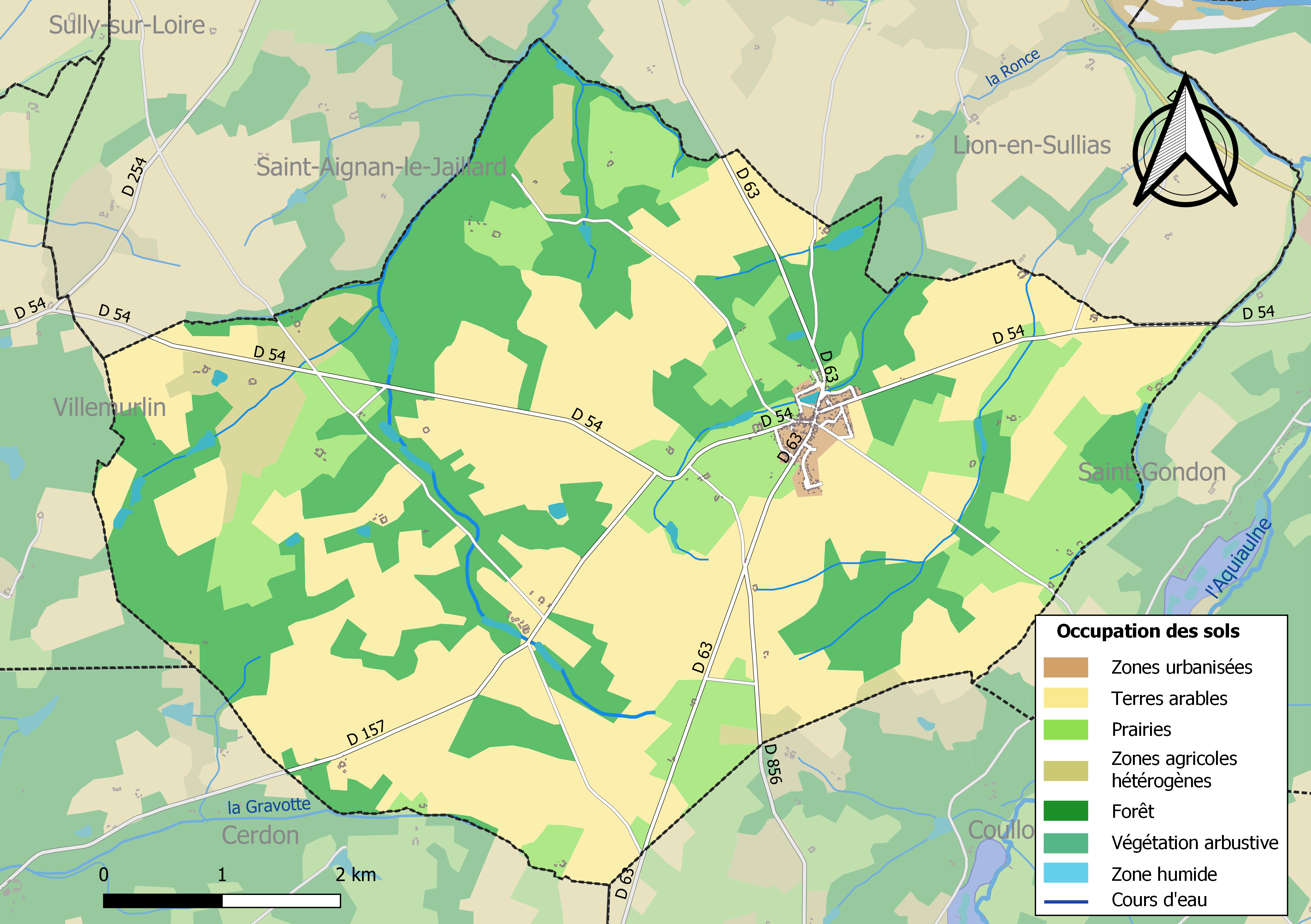
Kaart van de gemeente met de belangrijkste infrastructuur, bodemgebruik en omliggende gemeenten

## Demografie
Onderstaande figuur toont het verloop van het inwonertal (bron: INSEE-tellingen).